# Łachwica
Łachwica (biał. Лахвіца; ros. Лахвица) – rzeka na Białorusi, w obwodzie mohylewskim. Prawy dopływ Łachwy. Należy do zlewiska Morza Czarnego dorzecza Dniepru.

## Przebieg
Jej źródła znajdują się na wschód od wsi Jermaławiczy, w rejonie białynickim. Następnie rzeka płynie na południowy wschód mijając drogę magistralną M4. W środkowym oraz dolnym biegu przepływa przez rejon mohylewski. Tworzy niewielkie rozlewiska w okolicy Łubniszczy i Nikicinicz. Wpada do Łachwy na południowy zachód od Sawascianawicz